# 鮫膚錐折螺
鮫膚錐折螺（学名：Mastonia panites）为左錐螺科雙珠螺屬下的一个种。